# John Brown & Company

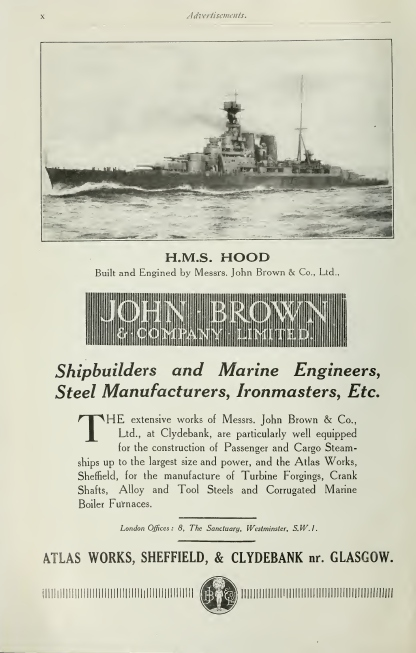
Advertentie van John Brown & Company

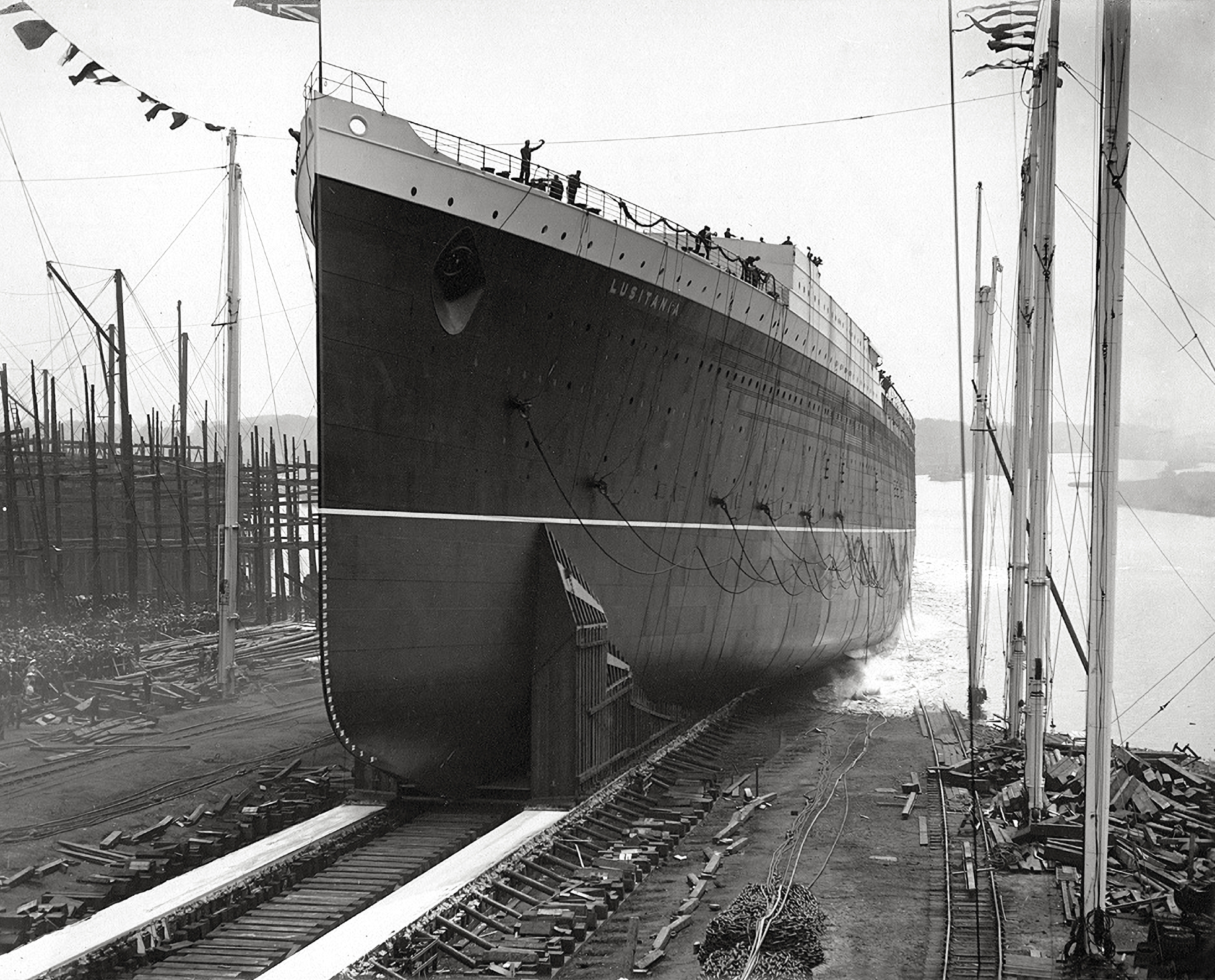
De Lusitania gaat te water (1906)

John Brown & Company was een Schots ingenieursbureau en scheepswerf gevestigd te Clydebank aan de rivier de Clyde.

## Beginjaren
John Brown & Company werd opgericht in 1854 toen William Bragge en John Devonshire Ellis deelnamen in Atlas Works van John Brown. Nadat Brown zich in 1870 terugtrok en Bragge in 1884 overleed, lag het beheer bij Ellis. In 1899 werd de Clydebank Shipbuilding and Engineering Works overgenomen van James & George Thomson en verkreeg John Brown & Company de later zo beroemde werf. Voor de overname had de werf al 165 schepen gebouwd. 

## John Brown & Company, shipbuilders
Na de overname werd de werf uitgebreid en de werkplaatsen en machinefabriek gemoderniseerd. In 1903 werd een sleeptank gebouwd waarin met scheepsmodellen kon worden geëxperimenteerd. Na de bouw van de Lusitania kreeg de werf een licentie in handen voor de bouw van stoomturbines van het Amerikaanse Curtis. De eerste hiervan werd ingebouwd in de lichte kruiser Bristol en ook de slagkruiser Tiger kreeg een dergelijke installatie. Tijdens de Eerste Wereldoorlog plaatste de Royal Navy veel opdrachten. Er werden 43 schepen gebouwd waaronder het slagschip Barham en de slagkruisers Repulse en Hood.
Na de oorlog verschoof de aandacht van de werf weer naar koopvaardij- en passagiersschepen. In 1936 werd de Queen Mary afgeleverd en twee jaar later ging de Queen Elizabeth te water. In het geheim vertrok dit laatste schip in maart 1940 naar de Verenigde Staten. Tijdens de Tweede Wereldoorlog werd de marine weer de belangrijkste klant. Er werden weer tientallen marineschepen gebouwd waaronder de vliegdekschepen Indefatigable en Nairana, de latere Karel Doorman van de Nederlandse marine, en het slagschip Duke of York. 
Na de oorlog zakte de orders voor marineschepen in, maar namen de opdrachten voor koopvaardijschepen weer toe. Verder werd het koninklijk jacht Britannia op de werf gebouwd. De opleving was van kort duur. In Japan en Zuid-Korea werden nieuwe werven gebouwd die tegen lagere kosten schepen konden bouwen. Medio jaren zestig waren de verliezen zodanig opgelopen dat het voortbestaan van de werf gevaar liep. Het laatste marineschip, de Intrepid werd in 1964 te water gelaten en het laatste passagiersschip, de Queen Elizabeth 2 volgde kort daarna.
In de Noordzee was veel olie gevonden en de werf bouwde platforms voor de Noordzee-olievelden. Op verzoek van Phillips liet de Internationale Boormaatschappij (International Drilling Company, IDC) van The Offshore Company jackups bouwen in het Verenigd Koninkrijk. Zo liet IDC de North Star, Constellation en Orion bouwen bij John Brown & Company, speciaal ontworpen voor het zware weer op de Noordzee. In 1969 werd bij John Brown met de Offshore Mercury ook het eerste hefplatform met eigen voortstuwing geïntroduceerd.

## Neergang
In 1968 fuseerden diverse werven en vormden samen de Upper Clyde Shipbuilders (UCS). In 1972 liep deze samenwerking alweer ten einde en ging UCS failliet. Het Amerikaanse Marathon Manufacturing Company nam de werf over en verkocht deze in 1980 weer door aan een onderdeel van het Franse Union Industrielle d'Entreprise (UIE).
Het bedrijf had zich daarmee teruggetrokken uit de scheepsbouw, maar bleef actief als ingenieursbureau, onder meer voor gasturbines. In 1986 werd het overgenomen door Trafalgar House dat in 1996 op zijn beurt werd overgenomen door Kvaerner. Deze splitste het bedrijf op, waarbij het in Clydebank gevestigde John Brown Engineering omgedoopt werd naar Kvaerner Energy. John Brown Hydrocarbons en Davy Process Technology werden verkocht aan Yukos. In 2000 sloot Kvaerner de gasturbinefabriek in Clydebank, waarna de werf in 2002 werd gesloopt. John Brown Hydrocarbons werd in 2003 verkocht aan CB&I en omgedoopt in CB&I John Brown, later CB&I UK Limited. Een deel van het management van John Brown Engineering zette in 2001 in East Kilbride een onderhoudsbedrijf op voor gasturbines dat John Brown Engineering Gas Turbines werd genoemd.
Als Constructors John Brown ontwierp het eind jaren 1970 met Earl and Wright onder meer zelfdrijvende onderstellen (jackets) voor de productieplatforms van Ninian South en het Magnus-veld. Uiteindelijk droogden de opdrachten op en in 2001 werd de werf gesloten.